# 李桂華
李桂華，BBS，PMSM（1964年11月22日—），香港警務人員，現職香港警務處國家安全處總警司，被美國制裁人員之一。曾參與馬尼拉人質事件的調查及搜證工作。在反對逃犯條例修訂草案運動中的警方例行記者會中，經常出現。因香港警務處國家安全處搜查壹傳媒大樓事件中，率200名警員封鎖《蘋果日報》大樓及搜證而為國際傳媒所識。據報道，李桂華指示必須搜查編採部，因此警員在搜捕過程中翻閱《蘋果日報》新聞資料。

## 簡歷
李桂華曾參與馬尼拉人質事件的調查及搜證工作。2018年8月31日獲擢升為高級警司。在反對逃犯條例修訂草案運動期間，擔任有組織罪案及三合會調查科高級警司調查不少案件，並多次出席警方記者會。香港警务处国家安全处成立後，李桂華調任國家安全處高級警司。儘管李桂華於2019年已屆退休年齡，但仍獲延聘處理反對逃犯條例修訂草案運動相關案件的調查工作。
2020年，李桂華獲頒授香港警察榮譽獎章。
2021年2月10日，港府向警務處國家安全處高級警司李桂華、以及警務處處長鄧炳強、前處長盧偉聰、警務處副處長劉賜蕙、警務處國家安全處處長蔡展鵬、警務處助理處長簡啟恩、警務處助理處長江學禮6人，頒發行政長官公共服務獎狀。
2023年5月2日，行政長官李家超根據《基本法》第四十八（七）條任命李桂華為總警司（國家安全）。

### 因香港問題被美國制裁
2020年11月9日，美國財政部宣佈轄下外國資產控制辦公室已採取行動制裁的4名破壞香港自治及侵害人權的人士，李桂華於當日被列入《特別指定國民和被封鎖人員》通輯名單，同日被制裁者包括劉賜蕙、鄧中華及李江舟。與其他被制裁者屬於部門首長級人員不同，李桂華是職位相對較低的警務處國家安全處高級警司。李回應指維護國家安全是理所當然的責任，又表示服務警隊、捍衛香港是他終身責任和榮譽，美國的制裁不會動搖他護法執法的決心，而傳媒報導李桂華在香港持有由中銀香港承造按揭的麗港城物業。

## 爭議

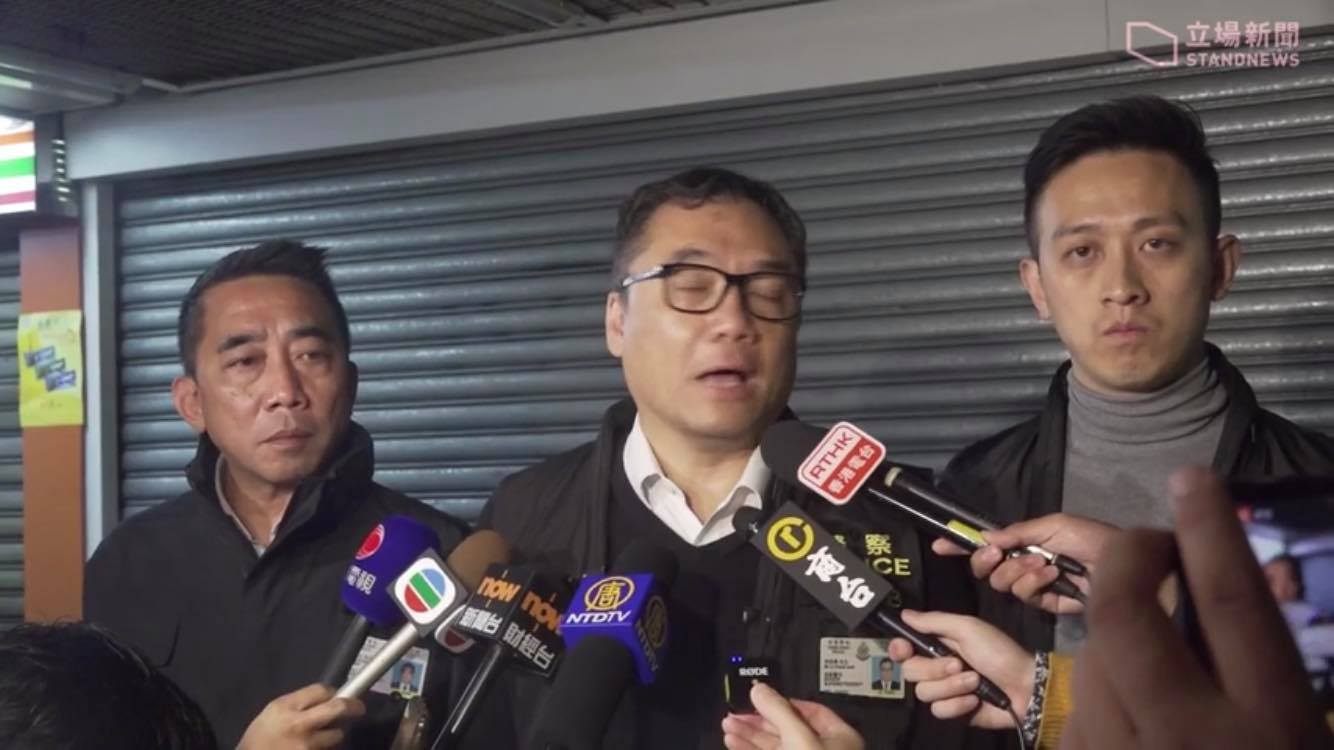
2019年12月20日大埔開槍事件中接受訪問的李桂華

2010年9月2日，時任聯絡事務科的國際刑警(中國香港)刑事總督察李桂華與另外四名警方及政府人員於菲律賓調查馬尼拉人質事件後，帶同證物回港時一度遭馬尼拉機場當局扣查。擾攘近三小時，經菲律賓司法部副部長薩拉查到場協助後，才能放行，帶同證物返港。該批證物為十六粒從槍手手槍中取出的子彈彈殼。菲律賓當局以文件不足為由一度扣查相關人員。
2019年9月9日，時任有組織罪案及三合會調查科高級警司李桂華於警方例行記者會透露，根據《警察通例》第50章(7)條，他們已向法庭申請手令經醫管局取得爆眼少女案中事主的醫療報告。惟爆眼少女早前已發出律師信，反對醫管局交出相關報告，故警方有無視少女發律師信阻止之嫌。
2019年9月16日，時任有組織罪案及三合會調查科高級警司李桂華於警察例行記招者會中指琴日被捕的浸會大學新聞系廣播新聞網學生記者在示威人士之間徘徊，並管有一把相當鋒利的九吋長金屬刀，故將他拘捕。及後，浸會大學新聞系廣播新聞網在社交媒體中反駁拘捕位置沒人以示威者打扮出沒，而且該名學生一直與另外三名記者待在一起。根據廣播新聞網上存的圖片顯示，那把金屬刀是一套四把的九吋長鈍頭餐刀，刀鋒位置長四吋長，而手柄長五吋。學生記者被捕時以紙巾將其包裹，稱作切月餅之用。事主保釋後召開記者會，指警方試圖以白色恐怖阻嚇記者採訪。
2019年9月23日，時任有組織罪案及三合會調查科高級警司李桂華展示一件稱是示威者用作攻擊警察的改裝雨傘。被法政匯思召集人、大律師吳宗鑾批評證物完整性或許會因此而被法庭挑戰。
2019年10月10日，中大校長段崇智與學生公開會面時，化名為S小姐的中文大學學生吳傲雪公開表示遭警方施以性暴力。翌日，於警察例行記招者會中，警方表示投訴警察課已經主動介入並接觸受害人。時任有組織罪案及三合會調查科高級警司李桂華表示因施襲者為警員，所以以投訴警察課處理是次是事件，而不像呂麗瑤案般，以重案組調查。
2020年9月5日，即原定香港特別行政區第七屆立法會的換屆選舉日前夕，人民力量副主席譚得志被指涉嫌發表煽動文字被捕。警務處國家安全處高級警司李桂華表示有從國安法第21條煽動分裂國家罪調查可是經過搜證和研究後，認為以發表煽動文字處理較為合適。他指出事主由六月底開始在九龍區進行了二十九次防疫講座，其宣傳品和文字會引起人憎惡或藐視政府或民間不滿。
2021年7月22日，警務處國家安全處指香港言語治療師總工會涉嫌串謀發布煽動刊物，拘捕該公會的五名幹事。時任警務處國家安全處高級警司李桂華表示案中三本羊村系列的兒童刊物透過漫畫英雄化逃犯及合理化醫護罷工，意圖引起市民對對司法制度的憎恨，政府的憎恨、煽惑使用暴力，不去守法等。他指出工會曾舉辦親子讀書會，影響兒童的道德發展，做法是對未來下一代不負責任。

### 以「揸車打劫」為比喻指出民主派初選違國安法
2021年1月6日，大量民主派人士疑因初選被捕。李桂華以「揸車打劫」為比喻，解釋民主派犯法意圖。「有一個人揸車去打劫，揸車無問題架，但佢後尾原來去打劫，咁就係犯法…所以千萬唔好話，議員要做呢樣嘢（否決財政預算案）係咪犯法呢？」他認為他們透過晉身立法會獲取過半議席，如果只是否決法案或撥款就沒有問題，但目的是透過否決財政預算案令政府停擺，就干犯「顛覆國家政權」罪。